# 明法中学・高等学校
明法中学・高等学校（めいほうちゅうがく・こうとうがっこう）は、東京都東村山市富士見町二丁目に所在する中高一貫制の私立中学校・高等学校。

## 概要

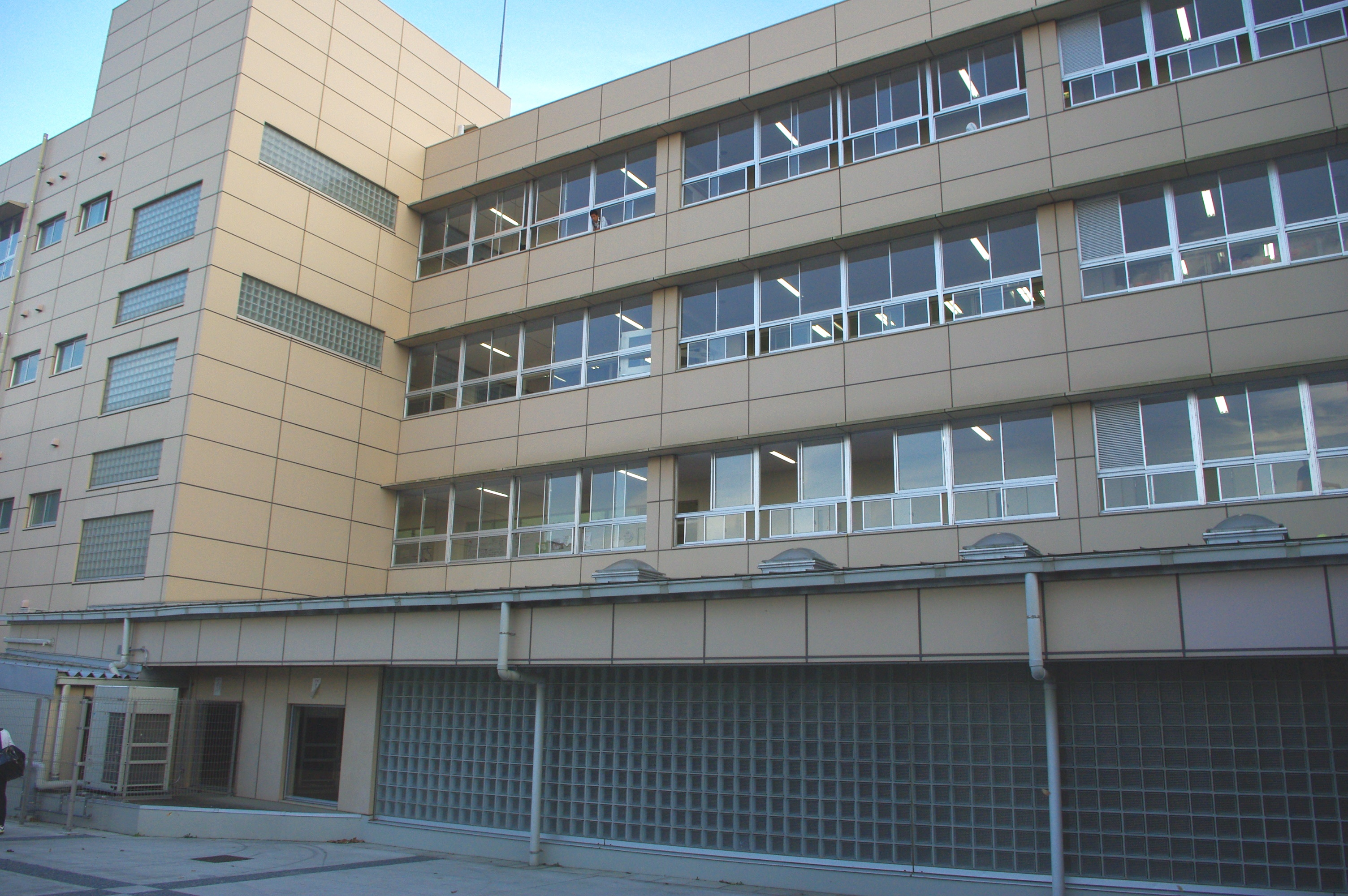
明法中学・高等学校現校舎

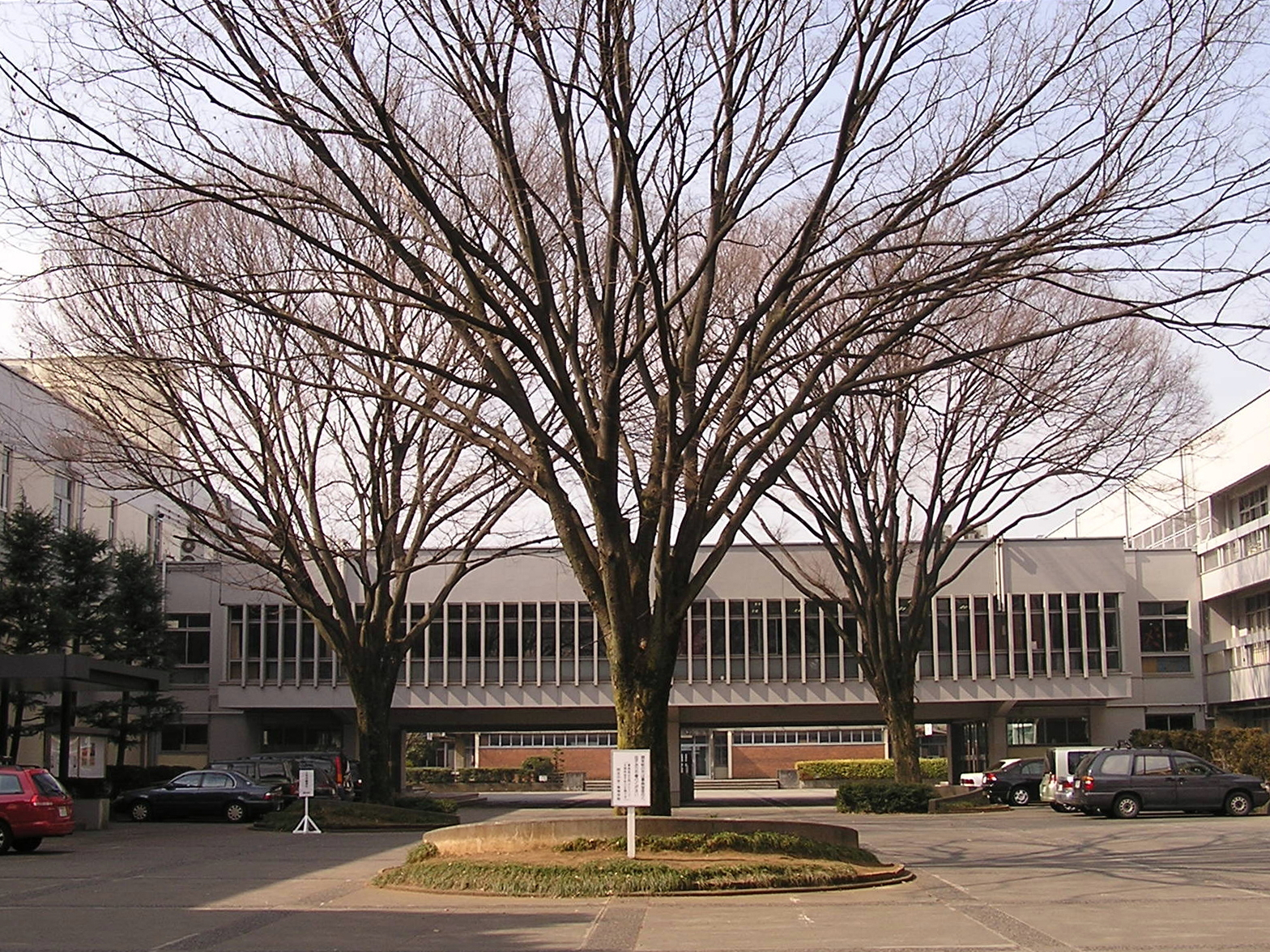
明法中学・高等学校旧校舎

1963年1月学校法人明法学院設立及び明法中学・高等学校設置の認可を受け、翌年4月に霊友会初代会長小谷喜美によって設立された（宗教教育は一切行われていない）。

## 建学の精神
建学の精神は、明法に学ぶ生徒が、この世に生を受けたことに感謝し、知性を磨き、よい習慣を身につけ、社会のため、国家のため、人類のために役立ち、世界平和に貢献できる人間を育成することにある。

## 沿革
- 1963年（昭和38年）1月 - 明法中学・高等学校設立認可（1月24日）。初代校長　稲田　淳。
- 1964年（昭和39年）4月 - 東京都東村山市に創立。校舎・体育館・校内（中学）寮落成式。開校式・第一回入学式（中学70名、高校131名）。
- 1965年（昭和40年）3月 - 講堂落成式・高校寮落成式。校歌発表。
- 1971年（昭和46年）8月 - 全国高等学校総合体育大会サッカー競技に、帝京高等学校と共に出場。
- 1986年（昭和61年）4月 - 明法寮廃止。
- 2005年（平成17年）3月 - 新校舎棟落成式。
- 2019年（平成31年）4月 - 高等学校を共学化[1]。
- 2025年（令和7年）4月 - 中学校を共学化[2]。

## 制服 ・着用品
衣替えは一般的な学校では6月と10月に行われるが、本校では5月1日と11月1日に実施される。

### 冬服

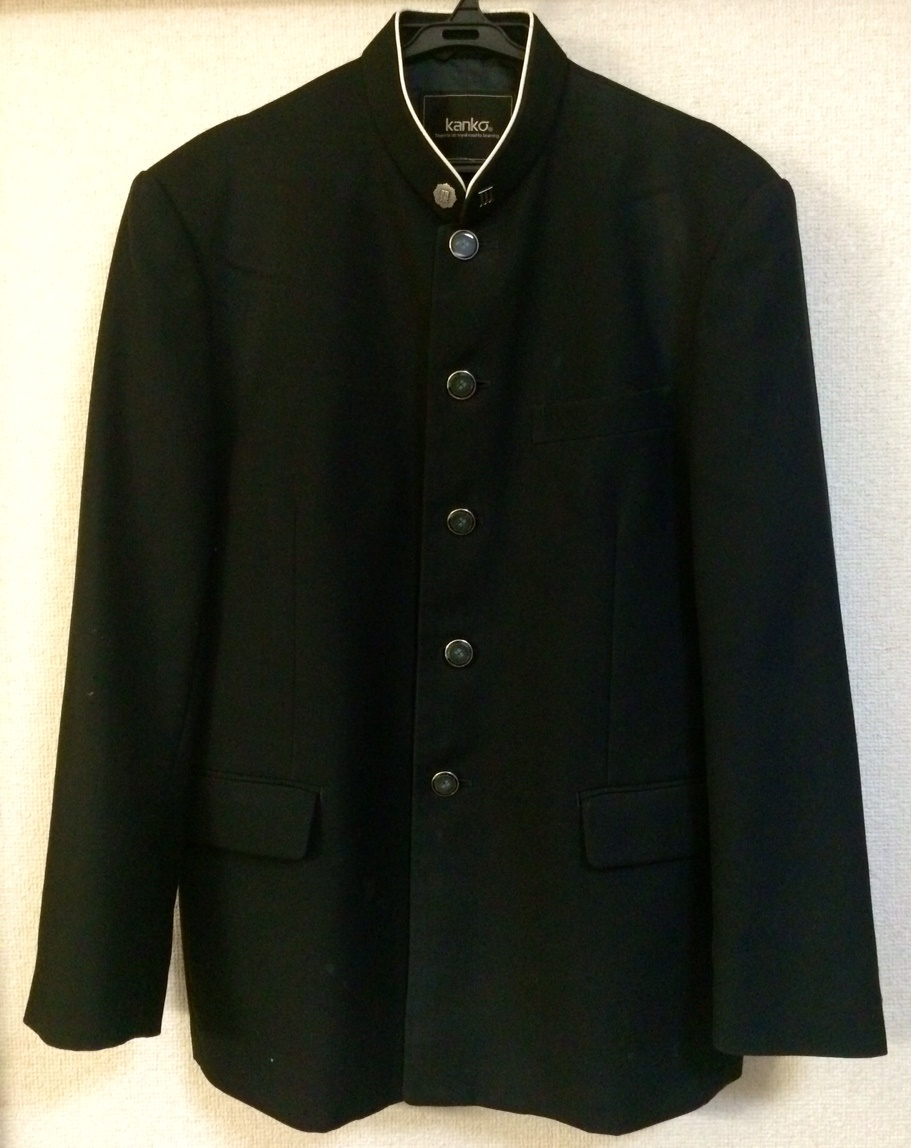
学ラン（明法中学高等学校制服）

- 白ワイシャツに、詰め襟の学ラン、黒の冬用学生ズボン。
- 上半身の下着は、無地かつ白色の物のみ可。
- コート、マフラー、手袋等の防寒具の着用は可。
- ベスト、セーター、カーディガンの着用は可。但し、無地で、白・黒・紺・灰の内いずれかの色でなければならない。

### 夏服
- 白ワイシャツに、黒の夏用学生ズボン（冬用に比べて生地が薄く通気性が高い）。
- 上半身の下着は、無地かつ白色の物のみ可。
- ベスト、セーター、カーディガンの着用は可。

## 設置課程
- 中学校
- 高等学校（全日制普通科）

## 特徴
- 器楽の授業が特徴的である。中学入学時に全員が金管楽器・木管楽器・弦楽器の中から担当する楽器を選択し、中学2年・3年時の明法祭で、学年全体でオーケストラ演奏を行う。
- チューター制度があり、校内にある学習道場（自習室）などで大学生のOBから受験勉強等のアドバイスが受けられる。（高校生のみ）

## 施設

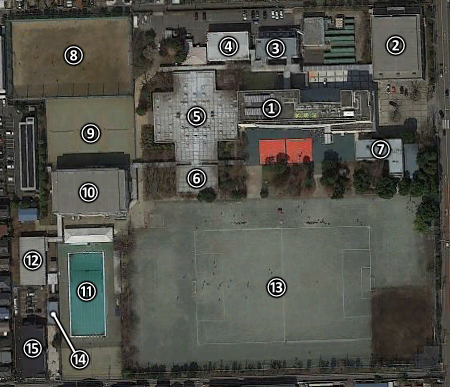
2014年3月16日に明法中学高等学校上空から撮影された写真。

施設名の頭に付された数字は、写真中の施設番号と対応している。
(1)校舎
本校舎。2005年に竣工し、2013年に大幅に改修された。中一から高三までのHR教室に加え、図書館をはじめとした様々な施設が設けられている。
(2)講堂
3階建て。座席数1022。朝会、芸術鑑賞教室、オーケストラ演奏などに利用されている。最上階には、ともがきホールがある。2012年度には改装・耐震補強工事がされた。東村山市の成人式もここで行われる。
(3)特別教室棟
3階建て。技術室、家庭科室、GE室、大視聴覚室が設けられている。渡り通路で校舎と連絡している。
(4)学校食堂・美術室棟
2階建て。学生食堂と美術室が設けられている。
(5)理科棟
十字型の構造が特徴的。物理・化学・生物・地学の四区画に分かれ、それぞれに講義室・研究室・実験室・特別実験室が設けられている。講義室は、階段教室となっており、電子黒板やプロジェクターが設置されている。
(6)音楽棟
1階建て。音楽教室、レッスンルーム、ピアノ室、楽器庫などが設けられている。オーケストラ演奏の練習は主にここで行われる。
(7)事務所棟（旧校舎）
2005年に現在の校舎が建てられるまで使用されていた校舎の一部で、現在は資料置場や事務所として利用されている。校舎と渡り廊下で連絡しているが、教員を含めた一部の者しか立ち入ることができない。
(8)第二グラウンド
略称は二グラ。主に体育の授業でサッカーの試合を行う際や中学サッカー部が練習を行う際に利用される。全寮制だった頃は、明法寮が建っていた。付近にその記念碑がある。
(9)テニスコート
全天候型人工芝のオムニコート4面。主に体育の授業やテニス部の練習などで利用される。
(10)第一体育館
3階建て。フィットネスルーム、柔道場、剣道場、バスケットコート1面、バドミントンコート4面、バレーボールコート2面、室内トラック、部室、シャワー室などが設けられている。シャワー室は、現在使われていない。
(11)プール
2021年に閉鎖されて以降使われていない。
(12)第二体育館
1階建て。卓球部の関東大会出場を記念して建てられた。主に卓球場として利用されている。
(13)第一グラウンド
通称グラウンド。400メートルトラックがある。体育祭やスポーツ大会はここで行われる。照明設備が整っているため（2005年に設置）、暗くなってからでも安全に運動ができる。
(14)空手部道場
空手道場。主に空手部に利用される。かなりマイナーな存在で、生徒でも存在を認識してないことが多い。
(15)明法学院ハウス
　中学生の補習や通称寺子屋と呼ばれる中学生の自習室…高校生1年生の宿泊施設として使われる。最大40人が泊まれるように作ってあり、中には食堂・勉強スペースなどがある。（通常は泊まる事は無い）

## 年間行事
- 4月 - 入学式、オリエンテーション合宿（長野・車山）
- 5月 - 体育祭
- 6月 - 高2修学旅行（沖縄）・中2フィールドワーク（静岡）・中3修学旅行（京都・奈良）
- 8月 - 海外語学研修（中3～高2の希望者。オーストラリア・クイーンズランド州）
- 9月下旬または10月上旬 - 明法祭（文化祭）
- 10月または11月 - 中学スポーツ大会・高校スポーツ大会
- 11月 - 明法杯少年サッカー親睦会、マラソン大会、鑑賞教室（古典・劇・落語・音楽を1年ごとにローテーションする）
- 1月 - スキー合宿（希望者）、中学百人一首大会、創立記念日（24日）
- 1月下旬～4月中旬 - ターム留学（高1で英検準2級を持っている希望者。カナダ）
- 3月 - 卒業式

## 交通
電車
| 路線名       | 最寄り駅 | 所要時間     |
| ------------ | -------- | ------------ |
| 西武拝島線   | 小川駅   | 徒歩18分     |
| 西武国分寺線 | 小川駅   | 徒歩18分     |
| 西武多摩湖線 | 八坂駅   | 徒歩10分     |
| JR武蔵野線   | 新小平駅 | 自転車で10分 |

バス
- 西武バス立34・久84 明法学院前下車、徒歩1分。

## 著名な卒業生
- 南淵明宏（医師）
- NARGO（音楽家、東京スカパラダイスオーケストラメンバー）
- 高橋知幸（東海テレビ放送、元新潟放送アナウンサー・スピードスケート選手・温泉ソムリエ、2000年卒、34期生）
- 飯田淳平（日本サッカー協会一級審判員、2000年卒、34期生）
- 宗弥（Blu-BiLLioNギタリスト)
- 川口俊介（NHKのテレビプロデューサー）